# Charles Edward Amory Winslow
Charles Edward Amory Winslow (New Boston, New Hampshire; 4 de febrero de 1877 - Cambridge, Massachusetts; 8 de enero de 1957) fue un micólogo, y botánico estadounidense bacteriólogo y experto en Salud pública y, de acuerdo a la Encyclopedia of Public Health, "una figura seminal en la salud pública, en su propio país, y en el mundo occidental en general."

## Biografía
Originario de Boston, Massachusetts y fue al Massachusetts Institute of Technology (M.I.T.) obteniendo su B.S. en 1898 y el M.S. en 1910.
Comenzó su carrera como bacteriólogo. Se encontró con Anne Fuller Rogers cuando eran estudiantes en el laboratorio de William T. Sedgwick del MIT, y se casó con ella en 1907. Fue profesor en el Instituto de Tecnología de Massachusetts, y de 1908 a 1910 al frente de la Estación experimental de aguas residuales, y luego enseñó en el Colegio de la Ciudad de Nueva York desde 1910 a 1914.
Fue el miembro más joven de la ociedad de bacteriólogos de EE. UU. cuando esa organización fue fundada en 1899.
Con Samuel Cate Prescott, publicó el primer libro de texto estadounidense sobre los elementos de la bacteriología del agua.
En 1915 fundó el Departamento de Salud Pública, en la Escuela de Medicina Yale, de Yale y fue profesor y presidente del Departamento hasta su jubilación en 1945. (El Departamento se convirtió en la Escuela de Salud Pública de Yale después de acreditarse su introducción en 1947.)
En 1920, Winslow definió la salud pública en los siguientes términos: "la salud pública es la ciencia y el arte de prevenir las enfermedades, prolongar la vida y fomentar la salud y la eficiencia física mediante esfuerzos organizados de la comunidad para sanear el medio ambiente
Durante una época dominada por los descubrimientos de la bacteriología, hizo hincapié en una perspectiva más amplia sobre la causalidad, la adopción de una perspectiva más holística. El departamento bajo su dirección fue un catalizador para la reforma de salud en Connecticut.
Fue el primer director del Laboratorio JB Pierce de Yale, sirviendo de 1932 a 1957. Winslow también jugó un papel decisivo en la fundación de la Escuela de Enfermería de Yale.

## Honores
- 1916 a 1944: primer editor en jefe del Journal of Bacteriology.[3]
- 1944 a 1954: editor de la Revista Americana de Salud Pública[4]
- 1910 a 1922: curador de salud pública en el Museo Americano de Historia Natural.
- 1926: presidente de la Asociación Americana de Salud Pública[4]
- década de 1950: consultor de la Organización Mundial de la Salud.

## Algunas publicaciones
Winslow escribió cerca de 600 artículos y libros sobre bacteriología, salud pública, saneamiento y administración de la salud. Entre los más significativos:
- The Untilled Fields of Public Health. Reimpreso, 10 p. 1920
- The Evolution and Significance of the Modern Public Health Campaign 1923.
- con E.O. Jordan, C.-E.A. Winslow. 1924. A Pioneer of Public Health: William Thompson Sedgwick. New Haven, Conn. Yale University Press.
- Health survey of New Haven. Ed. Quinnipiack Press, 403 p. 1928
- The Conquest of Epidemic Disease 1943
- Health care for Americans. Public affairs pamphlet 104. Ed. Public affairs committee, 31 p. 1945
- The History of American Epidemiology 190 p. 1952.

- La abreviatura «C.E.A.Winslow» se emplea para indicar a Charles Edward Amory Winslow como autoridad en la descripción y clasificación científica de los vegetales.[8]